# Trimethyl(trifluormethyl)silan
Trimethyl(trifluormethyl)silan (auch als Ruppert-Prakash-Reagenz bekannt) ist eine Organosiliciumverbindung mit der Konstitutionsformel F3CSi(CH3)3. Bei der Verbindung handelt es sich um eine farblose Flüssigkeit, die dazu genutzt wird Trifluormethylgruppen in organische Moleküle einzuführen. Die Verbindung wurde erstmals 1984 von Ingo Ruppert synthetisiert und von G. K. Surya Prakash als Reagenz weiterentwickelt.

## Herstellung
Das Reagenz kann ausgehend von Chlor(trimethyl)silan und Bromtrifluormethan unter Einwirken von Tris(diethylamino)phosphin in Benzonitril hergestellt werden:
Bei dieser Reaktion wird nach Ruppert zunächst ein reaktives Salzpaar zwischen dem Tris(diethylamino)phosphin und dem Bromtrifluormethan gebildet:
{\displaystyle \mathrm {BrCF_{3}+P(NEt_{2})_{3}\longrightarrow [(Et_{2}N)_{3}P{-}Br]^{+}CF_{3}^{-}} }
Das so gebildete reaktive CF3-Anion kann nun mit Chlor(trimethyl)silan reagieren:
{\displaystyle \mathrm {[(Et_{2}N)_{3}P{-}Br]^{+}CF_{3}^{-}+Cl{-}Si(CH_{3})_{3}\longrightarrow CF_{3}Si(CH_{3})_{3}+(Et_{2}N)_{3}PBrCl} }

## Anwendung
Trifluormethyltrimethylsilan reagiert in Gegenwart eines anionischen Initiators (KF oder N(Et)4F) mit Aldehyden oder Ketonen zu Trimethylsilylethern. Hydrolyse dieser Ether führt zu Trifluoromethylmethanol-Derivaten. Außerdem kann das Reagenz Ester in Trifluormethylketone, Imine in Trifluormethylamine, Isocyanate in Trifluoracetamide und Isothiocyanate in Trifluorthioacetamide überführen. Außerdem dient es als Ausgangsstoff zur Synthese anderer Reagenzien zur Trifluormethylierung, wie zum Beispiel 1-(Trifluormethyl)-1,2-benziodoxol-3(1H)-on.